# Haus der Solidarität Onlus
Das HdS – Haus der Solidarität „Luis Lintner“ Onlus ist eine Sozialgenossenschaft mit Standort in Brixen (Südtirol). Es wurde 2002 eröffnet und ist nach dem Südtiroler und Missionar Luis Lintner benannt, welcher 2002 starb. Das Haus der Solidarität fungiert als ein Sozialprojekt, das ökosoziale Organisationen und Menschen in schwierigen Lebenslagen beherbergt.

## Auftrag
Das Haus bietet verschiedenen Organisationen und Institutionen Arbeitsräume: Organisation für eine solidarische Welt (oew), Oikocredit, Afzack, und Otelo – Offenes Technologielabor.
Im Haus der Solidarität leben Südtiroler und Menschen mit Migrationshintergrund, die sich in einer Notsituation befinden und Hilfe benötigen, wie beispielsweise: ausländische Mitbürger, Obdachlose, Haftentlassene, psychisch Kranke, sozial Schwache, kriminelle Jugendliche und Suchtkranke.
Das Haus der Solidarität sieht seine Aufgaben darin, die Grundbedürfnisse von Menschen in Not zu befriedigen. Das Zusammenleben ist durch Menschen unterschiedlicher Generationen, Kulturen, Religionen und unterschiedlichen Geschlechts, Einzelpersonen und Familien geprägt. Das HdS versucht, Solidarität konkret zu leben, Integration zu fördern, mit Nachhaltigkeit zu experimentieren und Not effizient und unbürokratisch zu lindern. Es bemüht sich um einen Ausgleich und ein friedliches Zusammenleben zwischen verschiedenen Kulturen, Generationen und Religionen.

## Besonderheiten
- Das Zusammenleben von Menschen, die stabil sind im Leben, mit Menschen, die Schwierigkeiten haben, sowie mit Organisationen, Initiativen und weiteren. Dadurch soll ermöglicht werden, dass verschiedene Menschen sich gegenseitig bereichern.
- Das Haus der Solidarität lässt sich nicht eindeutig als Flüchtlingseinrichtung, Notschlafstelle, Mehrgenerationenhaus, Cohousing-Projekt oder Coworking-Space einordnen. Es vereint all dies und zieht Nutzen aus den verschiedenen Konzepten.
- Das Haus wird vielseitig genutzt. Neben der Begleitung von mehr als 50 Menschen (psychisch oder physisch Kranken, Haftentlassenen, Geflüchteten, Suchtkranken) zugleich, befinden sich dort auch die Unterbringung von 5 Organisationen und ein Veranstaltungsort für zahlreichen Events und Begegnungen.
- Die enge Zusammenarbeit von haupt- und ehrenamtlichen Mitarbeitern ermöglicht Effizienz.
- Das Haus ist finanziell autonom. Es finanziert sich ohne öffentliche Beiträge.
- Im Haus der Solidarität wird ständig Neues ausprobiert, Fehler gemacht und experimentiert. Gelerntes wird ständig nach außen weitergegeben: an Interessierte, Politik, Gesellschaft.
- Das Haus der Solidarität ist politisch, religiös und ideologisch frei und ungebunden.
- Das Haus der Solidarität bietet unkomplizierte, unbürokratische und schnelle Hilfe.[4]

## Zahlen und Fakten
Das Haus der Solidarität hat:
- bereits mehr als 1000 Menschen in schwierigen Lebenslagen überbrückt. Mehr als 100 Personen sind es jedes Jahr[5].
- bisher jedes Jahr finanziell schwarze Zahlen geschrieben und einen Umbau über 1,5 Millionen Euro zu zwei Drittel selbst gestellt.
- jährlich ca. 50 Gruppen im Haus zu Gast. Mehr als 20 Events (u. a. das überregional bekannte Musikfestival Zugluft Open-Air) finden jährlich statt. Mehr als 5000 Personen kommen pro Jahr ins Haus der Solidarität.
- mit mehr als zehn Organisationen im Haus zusammengearbeitet. Drei Start-Ups sind aus dem Haus hervorgegangen.
- sich in der Region als anerkannte Institution etabliert. Mit Politik, Medien und andere Institutionen besteht reger Austausch.
- für Austausch, Praktika und Hilfe bei Forschungsarbeiten regelmäßig Kontakt mit Universitäten und Studenten aus dem In- und Ausland.
- international für Aufsehen gesorgt durch eine Reportage in der Süddeutschen Zeitung und eine Filmdokumentation des bekannten Regisseurs Andreas Pichler, die im italienischen und österreichischen Fernsehen und in ausgewählten Kinos lief.
- bereits landesweit andere Strukturen mit seinem Konzept inspiriert.

## Auszeichnungen
Als Anerkennung für seine Arbeit wurde das Haus der Solidarität 2008, 2010 und 2011 mit dem Cultura-Socialis-Preis ausgezeichnet. 2013 erhielt es – gemeinsam mit den Comboni Missionaren – den Bischof-Josef-Gargitter-Preis. Martin M. Lintner, Neffe von Luis Lintner, hielt die Laudatio. Im Jahr 2018 erhielt das Haus der Solidarität in der Kategorie „Measures for managing social change brought by migration with mutual benefits for migrants and local host societies“ den überregionalen Alpine Pluralism Award.

## Persönlichkeiten
- Luzi Lintner, Entwicklungshelferin in Bolivien[10], wirkte in ihren letzten Lebensjahren im HdS und bei der OEW. Sie verstarb am 3. Februar 2008 bei einem tragischen Unfall in Bolivien. Das HdS widmete ihr mit einer Sammlung von Geschichten und Anekdoten aus ihrem Leben ein literarisches Gedenken.[11]
- Alexander Nitz ist Gründungsmitglied und Teil der Hausleitung. Im August 2015 bekam er für sein soziales Engagement das Verdienstkreuz des Landes Tirol verliehen. Dabei betonte er, dass er die Auszeichnung nicht für sich persönlich, sondern für die Arbeit des gesamten Teams des HdS entgegennimmt.[12]

## Veröffentlichungen
- Buch: Haus der Solidarität (Hg.): Mut, nur Mut! – Geschichten über Menschen aus aller Welt. Mit Zeichnungen von Evi Gasser. Brixen 2015, ISBN 978-88-941006-0-0.
- Buch: Haus der Solidarität (Hg.):  Weg, nur weg! – Geschichten von hier und da und dort, erzählt von Alexander Nitz, mit Zeichnungen von Evi Gasser. Brixen 2019,  ISBN 978-8-89410-062-4.
- Christian Heinrich: Das »Haus der Solidarität« in Südtirol – ein Heim für psychisch Kranke und Ex-Kriminelle. In: Süddeutsche Zeitung. 10. November 2014.

## Dokumentarfilme
- Am  7. Juni 2018 wurde der Dokumentarfilm Der Sechste Kontinent von Andreas Pichler veröffentlicht. Der Film erlangte beim Alpine Pluralism Award 2018 den 1. Platz, in der Kategorie Measures for managing social change brought by migration with mutual benefits for migrants and local host societies.[13]